# Heidinus chrissiensis
Heidinus chrissiensis är en insektsart som beskrevs av Rauno E. Linnavuori 1961. Heidinus chrissiensis ingår i släktet Heidinus och familjen dvärgstritar. Inga underarter finns listade i Catalogue of Life.